# Quebrada La Jabalcona
La quebrada La Jabalcona es una importante corriente hídrica del Valle de Aburrá, separa la conurbación existente entre Medellín (al norte) e Itagüí (al sur).
Nace a 1640 m s. n. m. en la zona rural conocida como El Manzanillo, atraviesa el municipio de Itagüí y la comuna de Guayabal (Medellín). Desemboca en el Río Medellín a 1505 m s. n. m. cerca a la Fábrica de Licores de Antioquia, luego de un recorrido de 4,4 km.

## Cauce y hechos históricos
Esta quebrada es una de las más intervenidas del Valle de Aburrá, nace en un sector apenas arbolado y corre por un cañón que se caracteriza por la enorme explotación de materiales pétreos para la construcción; además de tejares y ladrilleras; lo que le da a la quebrada una enorme carga de material en suspensión, que a su vez es explotado de manera artesanal aguas abajo.
Luego al entrar a la ciudad es canalizada y rectificada inmediatamente, lo cual ha generado problemas limítrofes entre los 2 municipios que separa, al haberse alterado las condiciones naturales que servían de frontera hace algunos años.  1
Su cuenca limita con la de las quebradas La Guayabala al norte, Doña María al sur y occidente y el Río Medellín al oriente.

### Afluentes
Sus principales afluentes son las quebradas La Llorona, El Ajizal, La Calabacera y El Bolo o La Raya.